# Wright R-760
Il Wright R-760 Whirlwind fu un motore aeronautico radiale a sette cilindri raffreddato ad aria sviluppato dall'azienda statunitense Wright Aeronautical Corporation nei tardi anni venti del XX secolo.
Prodotto in serie a partire dalla fine degli anni venti, noto anche con il nome di J-6 Whirlwind Seven (o J-6-7), fu uno dei tre membri della famiglia di motori identificata complessivamente con il nome Whirlwind.

## Storia del progetto
Nel 1928 la Wright Aeronautical Corporation presentò la famiglia di motori aeronautici J-6 Whirlwind per sostituire il precedente motore a nove cilindri R-790; si trattava di una serie di motori realizzati utilizzando una struttura modulare assemblando un numero variabile di cilindri per ottenere unità dalla differente cilindrata. Oltre all'R-760, della medesima famiglia facevano parte un motore a cinque e uno a nove cilindri.
Quando, il 1º febbraio 1928, le autorità militari statunitensi provvidero a standardizzare il sistema di nomenclatura dei motori aeronautici, il J-6-7 ricevette la denominazione di "R-760", utilizzata in seguito anche dal costruttore che abbandonò quindi la denominazione commerciale "J-6".
Nel corso del tempo la Wright procedette con lo sviluppo dell'R-760 come evidenziato dall'impiego di diversi suffissi nella sigla. Il processo passò sia attraverso un diverso del disegno della testata, che portò alla modifica del rapporto di compressione, sia attraverso la modifica dei rapporti di rotazione delle giranti del compressore volumetrico. Il risultato fu un sensibile incremento della potenza erogata che passò dagli iniziali 225 hp (168 kW) erogati dalla prima versione (del 1925) ai 320 hp (239 kW) della variante R-760E-2 (del 1935).

### Produzione su licenza
La licenza di produzione dell'R-760 fu acquistata dal governo brasiliano nell'ambito della legge Affitti e prestiti approvata negli Stati Uniti d'America nel marzo del 1941.
Il governo brasiliano assegnò il compito di costruire il motore alla neonata Fàbrica Nacional de Motores che ne realizzò non meno di cinquanta esemplari che furono destinati prevalentemente agli aerei da addestramento in servizio presso la Força Aérea Brasileira ed agli aerei da trasporto utilizzati dal servizio postale Correio Aéreo Nacional, integrato nella stessa forza aerea.

## Descrizione tecnica
Come le altre unità della serie Whirlwind l'R-760 era caratterizzato da alesaggio pari a 5 in (127 mm) e corsa pari a 5,5 in (139,7 mm). La canna dei cilindri era realizzata in acciaio mentre la testa era in alluminio, avvitata al blocco del cilindro; anche i pistoni erano realizzati in lega d'alluminio.
Il motore, nella consueta configurazione traente, presentava i condotti d'aspirazione sul lato posteriore del cilindro mentre quelli di scarico erano sul lato anteriore. Le valvole d'aspirazione erano realizzate con stelo solido mentre quelle di scarico avevano stelo cavo.
Il motore era sovralimentato mediante un compressore volumetrico azionato dal movimento dell'albero motore tramite ingranaggi.

## Versioni
- J-6-7 (R-760): 225 hp (168 kW) a 2000 giri/min.
- R-760E: 250 hp (186 kW) a 2000 giri/min. L'incremento della potenza fu ottenuto grazie alla modifica nel disegno della testa dei cilindri.
- R-760E-1: 285 hp (213 kW) a 2100 giri/min. Fu aumentato il rapporto di compressione.
- R-760E-2: 320 hp (239 kW) a 2200 giri/min. L'incremento della potenza fu ottenuto incrementando, seppur marginalmente, il rapporto di compressione intervenendo sugli ingranaggi di comando del compressore volumetrico.
- R-760E-T: 235 hp (175 kW) a 2000 giri/min. Versione R-760E-1 priva del compressore, destinata a velivoli da addestramento.
- R-760-2, -4, -8: 235 hp (175 kW) a 2000 giri/min. Versioni analoghe alla "R-760E-T", destinate ai velivoli dell'U.S. Navy.

## Mezzi utilizzatori
- Beechcraft Model 17 Staggerwing
- Beechcraft 18
- Cessna DC-6B Scout
- Consolidated NY-3
- Curtiss-Wright CW-15D
- Curtiss N2C-2
- Fairchild 45
- Howard DGA-8
- Naval Aircraft Factory N3N
- St. Louis YPT-15
- Stearman C3R Business Speedster
- Stinson Junior
- Stinson Reliant
- Waco C-72

### Annotazioni
1. ↑  "Vortice" o "mulinello", in lingua inglese.
2. ↑  Formato cioè da unità standardizzate, costituite da elementi uguali o aventi dimensioni in proporzione o multiple tra loro.
3. ↑  Da allora i motori furono denominati secondo la disposizione dei cilindri ("R", indicava quindi un motore radiale) e la cilindrata espressa in pollici cubi.

### Fonti
1. ↑  Top-Notch Mechanic Rebuilds Airplane Engines, in "Women of World War II".
2. ↑  ATC26, in "rgl.faa.gov".
3. 1 2 3 4 5  Wright R-760 Whirlwind / Wright J-6-7, in "all-aero.com".
4. 1 2  Fàbrica Nacional de Motores (FNM), in "www.fgv.br".

### Pubblicazioni
- (EN) Two Wrights, in Flight, Sutton, Surrey - UK, Reed Business Information Ltd., 27 febbraio 1936,  p. 231. URL consultato il 16 dicembre 2018.

- (EN) Cowling and Cooling, in Flight, Sutton, Surrey - UK, Reed Business Information Ltd., 30 aprile 1936,  p. 455. URL consultato il 16 dicembre 2018.